# Daphnella dilecta
Daphnella dilecta é uma espécie de gastrópode do gênero Daphnella, pertencente à família Raphitomidae.